# Anita Gräfin Zichy-Thyssen
Anita Gräfin Zichy-Thyssen, född 13 maj 1909 som Anita Thyssen (även kallad Anna Thyssen) i Bonn, död 20 augusti 1990 i München, var dotter till den tyske industrimannen Fritz Thyssen och hans hustru Amélie Thyssen.
Hon gifte sig 1936 med Gábor Ödön Zichy de Zich und Vásonykeö (1910–1974); paret skilde sig 1946.
Efter Fritz Thyssens död 1951 övertog Amélie Thyssen ledningen över Thyssen tillsammans med dottern Anita Zichy-Thyssen.